# Législature de Sonsorol
9e législature de Sonsorol
La Législature de Sonsorol exerce le pouvoir législatif au sein de l'État éponyme.

## Compétences
Les compétences de la Législature sont les suivantes :
- le droit de lever l'impôt;
- le droit d'emprunter et de faire des crédits au gouvernement de l’État;
- le droit d'empêcher ou démettre le gouverneur ou le lieutenant-gouverneur (au deux-tiers de ses membres);
- de légiférer sur la propriété, l'exploration et l'exploitation des ressources naturelles;
- de déléguer l'autorité aux municipalités et aux services administratifs;
- de garantir le bien-être, la paix et la sécurité des résidents de l’État;
- de mettre en œuvre les lois qui sont nécessaires et utiles à l'exercice des pouvoirs précédents, et tous les autres pouvoirs délégués par le gouvernement national et les autres pouvoirs prévus par la Constitution.

## Composition
La Législature de Sonsorol est composée de dix membres dont 6 sont élus pour 4 ans. Ces membres se décomposent ainsi:
- quatre « Chefs principaux » des îles de Sonsorol. Ils ne sont pas élus mais sont désignés selon les coutumes propres à chaque île,
- deux députés élus dans des circonscriptions s'étendant sur tout l’État,
- quatre députés, un par municipalité.

## Sources